# Rue Senatorska
La rue Senatorska (en polonais : Ulica Senatorska) est une avenue située dans l'arrondissement de Śródmieście (Centre-ville) à Varsovie.

## Situation et accès
La rue commence à partir de la Plac Zamkowy (place du palais royal) pour atteindre Plac Teatralny (place du Théâtre) et Plac Bankowy (place de la banque). La rue Elektoralna poursuit cet itinéraire. « Ulica Senatorska » rencontre et traverse les rues suivantes :
- Ulica Podwale à la Plac Zamkowy
- Ulica Miodowa et Ulica Kozia
- Ulica Moliera et Ulica Nowy Przejazdem, à l'est de la Plac Teatralny et rue Bielańska et Ulica Wierzbowa à l'ouest
- Rue Canaletto
- Ulica Gamerskiego
- Ulica Marszałkowska à la Plac Bankowy

Sous la partie orientale de la rue, passe le tunnel routier Est-Ouest

## Origine du nom
Le nom de la rue fait référence au prestige des propriétaires des palais et des résidences qui la bordent.

## Historique
La rue, qui est attesté au milieu du XVIIe siècle, a ses racines à l'époque médiévale, est une route importante menant à Varsovie. Initialement, Elle s'appelait initialement « Koziej i Bykowej ».

## Bâtiments remarquables et lieux de mémoire
- Palais Małachowski, milieu du XVIIIe siècle, actuellement siège de la Société polonaise de tourisme (pl) (n° 11)
- Palais des évêques de Cracovie, début du XVIIe siècle (5 rue Miodowa)
- Palais Dembinski, XVIIIe siècle (n° 12)
- Palais des Primats, fin du XVIIe siècle (n° 13/15)
- Palais Blanka de 1762 à 1764, lieu de décès de Krzysztof Baczyński (n° 14). Actuellement, le palais Blanka abrite le ministère des Sports et du Tourisme (pl).
- Palais Jablonowski, du XVIIIe siècle, reconstruit dans les années 1990 (n° 14/16)
- Église de Saint Frère Albert et Saint André l'apôtre
- Grand Théâtre de Varsovie de 1825 à 1833 (n° 21/25)
- Kamienica Petyskusa (pl) de 1818 à 1918 (n° 27)
- Maison de Jacek Małachowski de 1788 (n° 8)
- Église Saint Antoine de Padoue, à partir de la 2e moitié du XVIIe siècle (n° 31/33)
- Palais Bleu XVIIe siècle et XVIIIe siècle (n° 37) résidence des Zamoyski
- Palais Mniszech de 1715-18, siège de l'ambassade de Belgique (n° 38/40)
- Statue de Saint-Jean Népomucène de 1731
- Immeuble de la banque Wilhelm de Landau (Varsovie) (pl) de 1904 à 1906 (n° 38)
- Quatre plaques commémoratives de Tchorek (n° 6, 29/31, 33 et 38)

### Immeubles disparus
- Galerie de Luxembourg (pl) construit en 1907-1909, agrandi dans les années 1920 et complètement détruit lors de l'insurrection de Varsovie en 1944.
- Immeuble Mikulski (pl), à l'angle de la rue Bielańska

## Sources
- (pl) Cet article est partiellement ou en totalité issu de l’article de Wikipédia en polonais intitulé « Ulica Senatorska w Warszawie » (voir la liste des auteurs).